# Shrewton
Shrewton  è un villaggio e una parrocchia civile della contea del Wiltshire che si trova a circa 6 miglia a ovest di Amesbury e 14 miglia a nord di Salisbury, Sud Ovest dell'Inghilterra, Regno Unito.

## Geografia

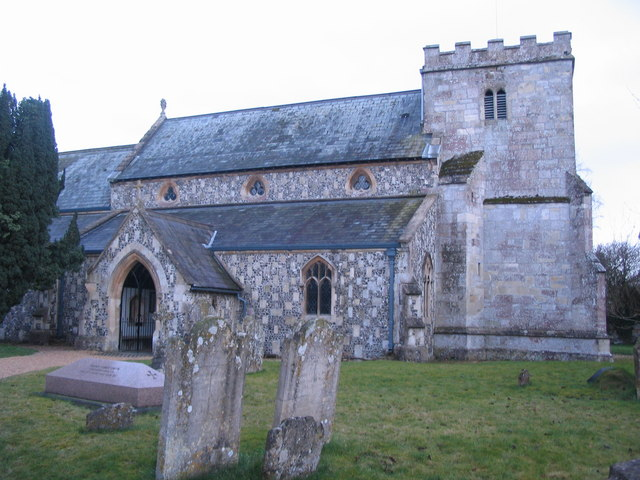
Chiesa di Santa Maria

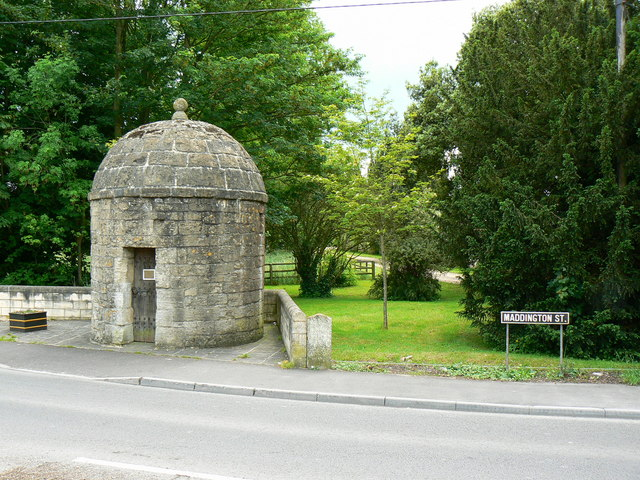
Blind House

Il territorio di Shrewton si trova tra Stonehenge e Tilshead, vicino alla sorgente del fiume Till, che scorre a sud fino a Stapleford. In passato comprendeva anche il villaggio o frazione di Netton. Il confine sud-occidentale di Shrewton segue il Till. Gli altri confini, attraverso la pianura, sono per lo più rettilinei: quello a ovest è stato raddrizzato durante la recinzione nel 1801. A est il confine attraversa una bassa cima su cui si trova un accampamento neolitico, e altrove ci sono piccole deviazioni dove attraversa le strade. Sono presenti affioramenti di gesso in tutta la parrocchia. La ghiaia è stata depositata accanto al Till e in una valle asciutta a nord-est della chiesa. Vicino al fiume il terreno è al di sotto dei 91 metri di altitudine mentre sulle colline principalmente tra i 107 metri e i 131 metri coi i punti più alti a circa 140 metri. Dal Medioevo le colline più a nord fornivano pascoli, principalmente per pecore, e i pendii più bassi erano destinati a coltivazione. Le porzioni staccate della parrocchia erano terreni erbosi. Nell'XI secolo una parte del territorio era ben boscosa, ma alla fine del XVIII secolo i boschi erano rimasti pochi.

## Storia
Vi sono evidenze di attività preistoriche all'interno della parrocchia che sono state trovate principalmente nella metà settentrionale. Un accampamento neolitico rialzato, Robin Hood's Ball, si trova sul confine all'angolo orientale e potrebbe essere stato il sito di un'occupazione precedente. Nelle vicinanze ci sono cinque tumuli o i loro siti, e altri si trovano più a ovest e a nord-ovest. A nord un sistema di campi si estendeva per oltre 40 acri. Manufatti pagani sassoni associati a una sepoltura sono stati trovati a ovest di Nett Road. Shrewton è menzionata tre volte nel Domesday Book. Il primo documento afferma che la terra era detenuta qui prima della conquista da Alric e da Edoardo di Salisbury dopo la Conquista. Alla fine del XII secolo il villaggio era apparentemente chiamato Winterbourne on the Hills (super montes) sebbene i suoi terreni non fossero più alti di quelli dei suoi vicini e omonimi, e dalla metà del XIII secolo, quando le suore di Lacock acquisirono la sua chiesa, a volte veniva chiamato Maiden Winterbourne. Il nome Shrewton (sheriff's 'tun'), in uso dal 1236, commemora i titoli di shrievalty di Edoardo di Salisbury, che deteneva le tre tenute nel 1086, e dei suoi successori come proprietario e sceriffo, e sostituì il nome Winterbourne. Il villaggio era a volte chiamato Shrewton Virgo. Nel 1377 Shrewton aveva già una popolazione consistente. A lungo furono tre le tenute principali a Shrewton, che oltre alla stessa Shrewton comprendevano Maddington e Rollestone. Prima del 1800 il villaggio di Shrewton era costituito da edifici attorno alla chiesa e sul lato est di High Street. Gli edifici sull'altro lato del Till a Maddington formavano un lato ovest di High Street, all'estremità nord della quale alcuni a ovest del Till erano a Shrewton. Nel 1800 il limite orientale dei lotti in High Street era segnato da una corsia parallela, chiamata Backway o Upper Backway dagli anni ottanta dell'Ottocento. Una grande fattoria era a nord della chiesa e di London Road, la casa del vicariato era a nord-ovest della chiesa e Shrewton Manor e due o più cortili agricoli erano a sud della chiesa in High Street. Dopo che la strada Amesbury-Warminster fu trasformata in autostrada, furono costruiti altri edifici all'incrocio con High Street e a sud di esso. Come effetto i villaggi di Shrewton e Maddington si unirono. L'insediamento ampliato divenne semplicente noto come Shrewton, e comprendeva anche Netton e Rollestone. A parte la chiesa, la casa del vicariato e Shrewton Manor, la parte originale di Shrewton dell'insediamento contiene pochi edifici anteriori al XIX secolo. Una prigione o cella cieca del 1700 circa, situata tra la strada a pedaggio e il fiume all'estremità meridionale di High Street, è stata spostata di qualche metro a sud nel 1974. Il villaggio o borgo di Netton potrebbe essere sorto sulla ghiaia accanto alle stradine a est della strada Winterbourne Stoke nell'angolo sud della parrocchia e nel 1773 c'erano circa 15 edifici. I nomi Nett e Netton sopravvissero per i campi, le colline e per una strada nelle parti sud e est della parrocchia. La crescita di Shrewton come centro minore di commerci nel XIX secolo e il rapido aumento della sua popolazione furono accompagnati dalla ricostruzione di molte case, solitamente in mattoni o intonacate, e dalla costruzione di molti cottage, alcuni in coppie o corti a schiera. Tra il 1800 e il 1840 si costruirono edifici sul lato nord-est di Amesbury Road, a nord-ovest del suo incrocio con Nett Road e accanto a Salisbury Road, dove fu costruita una cappella non conformista. Un'altra cappella fu costruita ad angolo retto rispetto a High Street in quella che divenne Chapel Lane. Una grave alluvione nel gennaio 1841 colpì tutti i villaggi della valle del fiume Till e causò forse i maggiori danni a Shrewton. Una cappella non conformista e una scuola furono costruite in High Street negli anni sessanta dell'Ottocento e altri nuovi edifici tra il 1840 e il 1886 includevano una grande casa chiamata Highfield House, vicino all'estremità meridionale di High Street, e un gruppo di case chiamato Chalk Hill intorno all'incrocio di Nett Road e Amesbury Road. Nel XX secolo il villaggio raddoppiò di dimensioni e la maggior parte dei nuovi edifici si trovava nella vecchia parrocchia di Shrewton. Tra il 1900 e il 1950 furono costruiti molti nuovi edifici. Principalmente negli anni cinquanta l'autorità locale costruì circa 75 case su un terreno in salita all'estremità nord del villaggio a est di Upper Backway. La metà settentrionale della parrocchia, circa 1.100 acri, fu acquisita per l'esercito tra il 1897 e il 1902 e fu in seguito il sito dei poligoni di tiro utilizzati dalla Royal School of Artillery con sede a Larkhill a Durrington. Una ferrovia a scartamento ridotto nell'angolo nord della parrocchia fu costruita tra il 1923 e il 1958 per servire le catene montuose e fu smantellata prima del 1984. Tra il 1940 e il 1944 il terreno a ovest del Bustard fu utilizzato come aeroporto militare e in generale dal 1900 circa la metà settentrionale della parrocchia fu utilizzata per l'addestramento militare e non destinata a coltivazione.

## Monumenti e luoghi d'interesse
Nel territorio di Shrewton sono presenti alcuni edifici e luoghi d'interesse:
- Chiesa di Santa Maria. Si tratta di una chiesa parrocchiale anglicana che fu citata per la prima volta nel 1236. Costruita in pietra calcarea e selce, è composta da una navata centrale e da due navate laterali col cleristorio. Alcuni elementi delle arcate della navata risalgono alla fine del XII secolo sebbene siano stati ricostruiti quando la chiesa fu restaurata da T. H. Wyatt nel 1855. In questo periodo fu costruito un nuovo presbiterio e la navata laterale sud fu ricostruita. I responsi dell'arco del presbiterio dei primi del XIII secolo furono mantenuti. La scultura romanica si trova su alcuni dei capitelli dell'arcata, sull'arco del presbiterio e su un frammento di scultura sciolta. Nei primi anni del XIX secolo, Buckler descrisse un semplice fonte battesimale che si trovava nella chiesa prima del restauro. Appartiene alla diocesi di Salisbury e dal 18 febbraio 1958 è considerata un monumento classificato di seconda categoria.[5][6][7]
- Blind House. Si tratta di una piccola cella cieca rislente al 1700 circa. Pareti e tetto in pietra calcarea lavorata. Pianta rotonda. Un piano, una porta stretta con assi e borchie, due feritoie, una su ogni lato sul retro, fascia a livello della gronda, tetto in pietra a cupola con pinnacolo a palla. Spostata e ricostruita dopo il 1945. Dal 18 febbraio 1958 è considerata un monumento classificato di seconda categoria.[8][9]